# 布魯斯威利之終極黑幫
《布魯斯威利之終極黑幫》（英語：Alpha Dog）是一部2006年的美国犯罪剧情片，由尼克·凱薩維茲编剧并执导。该片基于2000年尼克·马克威茨（Nick Markowitz）绑架谋杀案的真实故事改编。影片群戲阵容有賓·科士打、蕭恩·哈特西、艾米爾·荷許、克里斯多福·馬奎特、莎朗·史東、賈斯汀·提姆布萊克、安東·葉爾欽和布鲁斯·威利斯。
《布魯斯威利之終極黑幫》于2006年1月27日在圣丹斯电影节首映，2007年1月12日由环球影业在美国上映。影片获得了褒贬不一的评价，全球票房收入3200万美元，而制作成本为950万美元，取得了一定的商业成功。

## 剧情
1999年，约翰尼·特鲁洛夫是圣盖博谷一名年轻的毒贩。
约翰尼的父亲桑尼为他提供大麻，他和一群朋友一起分销，分别是：得力助手兼好友弗兰基·巴伦巴赫、打手提科·马丁内斯、因欠约翰尼债务而被嘲笑的埃尔维斯·施密特，以及同样欠债的本地瘾君子杰克·马兹斯基。杰克想要向父亲巴奇和继母奥利维亚借钱，而同父异母的弟弟扎克则崇拜他，同时渴望逃离家庭生活。
杰克提出暂时只还一部分债务，不料与约翰尼发生冲突，导致约翰尼向杰克的老板举报他吸毒，让他丢掉了电话营销的工作。随后，杰克带着朋友闯入约翰尼的家进行破坏。约翰尼带着弗兰基和提科想要找到杰克理论，但杰克不见踪影。他们在路边发现了扎克，一时冲动将他绑架，计划扣押扎克直到杰克还清债务，于是驱车前往棕櫚泉。约翰尼和提科因有其他事情返回圣盖博，留下弗兰基看管扎克。当晚，在街头节庆活动中，弗兰基给了扎克逃跑的机会，但扎克拒绝了，因为他想暂时摆脱家里的烦恼，也不想给杰克添麻烦。他们之间建立了一种出人意料的友谊。
在弗兰基父亲尤尔根的家中，扎克结识了弗兰基的朋友基思·斯特拉顿、朱莉·贝克利（与扎克坠入爱河）、萨布丽娜·波普（弗兰基的女友）以及苏珊·哈图尼安（唯一对扎克绑架事件感到担忧的人）。约翰尼随后到来，与弗兰基商量对策。弗兰基建议付钱让扎克保持沉默并送他回家，约翰尼同意了。然而，在接到杰克的威胁电话并得知可能因绑架面临终身监禁后，约翰尼找到埃尔维斯，主动提出取消他的债务，条件是他杀死扎克。约翰尼随后给埃尔维斯一把冲锋枪后，与女友安吉拉·霍尔登出去庆祝她的生日。以为扎克当晚就能回家的弗兰基和朋友们在酒店举办了一场狂欢派对，扎克在派对中与朱莉及朋友艾尔玛裸泳及发生三人性行为，失去了童贞。
朱莉、艾尔玛、苏珊和萨布丽娜高兴地与扎克道别后离开。不久后，埃尔维斯到来，与弗兰基就约翰尼计划杀死扎克展开争论。弗兰基离开后，埃尔维斯礼貌地向扎克自我介绍，随后带着基思到附近的山区挖掘墓坑。弗兰基回来后再次给了扎克逃跑的机会，但扎克拒绝了，完全没有意识到自己处于危险之中。埃尔维斯和基思回来后，弗兰基终于妥协，因为埃尔维斯解释说，如果扎克回家，他们所有人可能都将面临终身监禁。与此同时，桑尼、科斯莫·加达比蒂（约翰尼的教父，桑尼年长的同伙）以及他们的律师找到约翰尼，告诉他他们会尽力与奥利维亚达成协议，以求让所有人获得轻判，但约翰尼认为这种方法行不通。桑尼还愤怒地命令约翰尼取消行动，但约翰尼拒绝，坚信扎克已经自由了。
随后，弗兰基、埃尔维斯、基思和扎克驱车前往山区，开始沿着一条偏僻的小径步行。基思含泪拥抱扎克，拒绝继续前行。扎克在看到墓坑后终于意识到危险，开始崩溃哭泣，恳求饶命。弗兰基告诉埃尔维斯他们不应该这么做，但埃尔维斯坚持要完成任务以偿还债务。弗兰基安抚扎克，声称不会伤害他，然后用胶带绑住了扎克的手和嘴。埃尔维斯将扎克推入墓坑，用枪将其射杀，然后与弗兰基默默离开。扎克被匆忙掩埋在浅浅的墓坑中，几天后徒步旅行者发现了他的遗体。
不久后，苏珊愤怒地质问弗兰基关于扎克被杀的事情，随后向警方报警。警方抓获了打算离开小镇的埃尔维斯。约翰尼逃往新墨西哥州的阿布奎基，老同学巴兹·费斯克将他带到科斯莫的家中。提科、基思、弗兰基和埃尔维斯因参与绑架和谋杀被定罪，提科被判9年监禁，基思被羁押在加州青少年管理局直到25岁，弗兰基被判终身监禁，埃尔维斯则被判处死刑，关押在圣昆丁州立监狱。
问及约翰尼如何能够在没有已知帮助的情况下逃亡四年时，桑尼和科斯莫否认与此事有关，也拒绝为约翰尼的犯罪行为承担任何责任。2005年，在被列入FBI通緝要犯名單五年多后，约翰尼在巴拉圭被国际刑警拘捕，现已被遣返回加州，等待审判。如果罪名成立，他可能面临死刑。

## 演员
- 艾米爾·荷許 饰 约翰尼·特鲁洛夫（Johnny Truelove），团伙的领导者，即英文片名“alpha dog”（狗群裡地位最高的那隻）。灵感来源于杰西·詹姆斯·好莱坞（Jesse James Hollywood）。2009年7月8日，好莱坞因策划绑架和谋杀尼克·马克威茨（Nick Markowitz）被判处無期徒刑且不得假释[3]。他犯案时年仅20岁[來源請求]。
- 賈斯汀·提姆布萊克 饰 “疯子”弗兰基·巴伦巴赫（Frankie "Nuts" Ballenbacher），约翰尼的左右手和挚友，同时在被指派看管扎克时与其成为朋友。灵感来源于杰西·鲁格（Jesse Rugge）。鲁格被控一级谋杀罪不成立，但因绑架罪（附加特殊情节）被判无期徒刑，七年后才有假释可能。他2006年的假释申请被驳回。2013年7月2日，他被批准假释，同年10月24日刑满11年后获释。他犯罪时年仅20岁。
- 賓·科士打 饰 杰克·马兹斯基（Jake Mazursky），扎克的哥哥。灵感来源于本杰明·马克威茨（Benjamin Markowitz）。马克威茨犯罪时22岁，因抢劫罪服刑三年后获释。
- 蕭恩·哈特西 饰 埃尔维斯·施密特（Elvis Schmidt），团伙中的最低级成员，也是枪手。在故事开头，他欠约翰尼的债。灵感来源于瑞安·霍伊特（Ryan Hoyt）。霍伊特因谋杀尼克·马克威茨被判死刑，目前关押在圣昆丁州立监狱。他犯罪时年仅21岁[來源請求]。
- 安東·葉爾欽 饰 扎克·马兹斯基（Zack Mazursky），受害者。灵感来源于尼克·马克威茨（Nick Markowitz）。马克威茨被杰西·詹姆斯·好莱坞的团伙成员瑞安·霍伊特谋杀，死亡时年仅15岁[來源請求]。
- 莎朗·史東 饰 奥利维亚·马兹斯基（Olivia Mazursky），扎克的母亲。灵感来源于苏珊·马克威茨（Susan Markowitz），尼克·马克威茨的母亲。她后来撰写了一本名为《我被夺走的儿子：尼克·马克威茨的故事》（My Stolen Son: The Nick Markowitz Story）的书。
- 布鲁斯·威利斯 饰 桑尼·特鲁洛夫（Sonny Truelove），约翰尼的父亲9和大麻供应者。有暗示他与黑手党有联系。灵感来源于“杰克”约翰·好莱坞（John "Jack" Hollywood），杰西·詹姆斯的父亲。他在2005年与儿子在巴西被捕同一天因制造GHB被捕[4]，但指控后来被撤销。他因2002年未结的与大麻相关的逮捕令被判18个月，于亞利桑那州服刑后获释[5]。
- 克里斯·馬奎特 饰 基思·斯特拉顿（Keith Stratten），弗兰基的朋友，为扎克挖掘墓穴，但没有参与谋杀。灵感来源于格雷厄姆·普雷斯利（Graham Pressley）。2002年7月，他以未成年人身份被审判，同年10月以成年人身份被审判。他在加州青少年管理局服刑8年，2007年25岁时获释。犯罪时年仅17岁[來源請求]。
- 多明妮克·史旺 饰 苏珊·哈图尼安（Susan Hartunian），弗兰基的朋友，对扎克的处境感到担忧。灵感来源于娜塔莎·亚当斯-杨（Natasha Adams-Young）。亚当斯-杨因提供证词而获得豁免。在读到尼克被谋杀的报道后，她质问鲁格是否参与，虽然鲁格否认，但是她知道他在撒谎，後向律师父亲报告，最终报警。案发时年仅19岁[來源請求]。
- 亚历克斯·索洛维茨（Alex Solowitz） 饰 “911”鲍比·凯（Bobby "911" Kaye），团伙成员。灵感来源于布莱恩·阿弗隆蒂（Brian Affronti），好莱坞的朋友。犯罪时年仅20岁。
- 费尔南多·巴尔加斯（Fernando Vargas） 饰 “TKO”提科·马丁内斯（Tiko "TKO" Martinez），团伙成员及肌肉担当。灵感来源于威廉·斯基德莫尔（William Skidmore）。他因绑架和抢劫罪认罪后在州监狱服刑9年，2009年4月获释。犯罪时年仅20岁[6]。
- 奧利維亞·魏爾德 饰 安吉拉·霍尔登（Angela Holden），约翰尼的女友。灵感来源于米歇尔·拉什尔（Michelle Lasher），好莱坞的女友。她在与他一起潜逃时被捕，被控窝藏逃犯。案发时年仅19岁[來源請求]。
- 阿曼達·西耶弗里德 饰 朱莉·贝克利（Julie Beckley），扎克的女友。灵感来源于尼克的女友珍妮（Jeanine），案发时年仅17岁[來源請求]。
- 文森特·卡塞瑟 饰 皮克·吉艾莫（Pick Giaimo），团伙成员，其母亲的车被用在谋杀案中。灵感来源于凯西·希恩（Casey Sheehan），好莱坞的朋友。案发时年仅20岁[來源請求]。
- 盧卡斯·哈斯 饰 巴兹·费斯克（Buzz Fecske），约翰尼的儿时朋友，在他逃离新墨西哥警方后将他带回洛杉矶。
- 希瑟·沃尔奎斯特（Heather Wahlquist） 饰 旺达·海恩斯（Wanda Haynes），杰克的女友，一家牛排馆的服务员。
- 哈里·迪恩·斯坦頓 饰 科斯莫·加达比蒂（Cosmo Gadabeeti），约翰尼的教父和桑尼年长的同伙。有暗示他与黑手党有联系。灵感来源于约翰·罗伯茨（John Roberts），好莱坞一家的密友。他的货车被用在尼克·马克威茨的绑架案中。
- 大卫·桑顿（David Thornton） 饰 巴奇·马兹斯基（Butch Mazursky），扎克和杰克的父亲。灵感来源于杰夫·马克威茨（Jeff Markowitz），尼克和本·马克威茨的父亲。
- 查丽蒂·希亚（Charity Shea） 饰 萨布丽娜·波普（Sabrina Pope），弗兰基的女友。灵感来源于鲁格的女友凯莉·卡彭特（Kelly Carpenter）。卡彭特因提供证词获得豁免。案发时年仅16岁。
- 赫特·麥卡藍 饰 汤姆·芬尼根警探（Detective Tom Finnegan），负责调查约翰尼的案件并逮捕相关人员。
- 安柏·赫德 饰 艾尔玛（Alma），朱莉的朋友，与扎克发展关系。
- 阿莉克丝·金斯顿 饰 蒂芙尼·哈图尼安（Tiffany Hartunian），苏珊的母亲。

此外，亚历克·维吉尔（Alec Vigil） 饰演约翰尼的弟弟PJ·特鲁洛夫（P.J. Truelove）；制片人查克·帕切科（Chuck Pacheco） 饰演弗兰基的朋友查基·莫塔（Chucky Mota）；桑·卡萨维茨（Xan Cassavetes） 饰演乔娜·科什纳（Jonna Kirshner），目睹扎克被绑架的第一批证人之一。